# Голліс (Мен)
Голліс (англ. Hollis) — місто (англ. town) в США, в окрузі Йорк штату Мен. Населення — 4745 осіб (2020).

## Демографія
Згідно з переписом 2010 року, у місті мешкала 4281 особа в 1668 домогосподарствах у складі 1216 родин. Було 1801 помешкання
Расовий склад населення:
| - 97,9 % — білих - 0,4 % — корінних американців - 0,4 % — азіатів - 0,2 % — чорних або афроамериканців |

До двох чи більше рас належало 1,0 %. Частка іспаномовних становила 0,4 % від усіх жителів.
За віковим діапазоном населення розподілялося таким чином: 22,0 % — особи молодші 18 років, 67,5 % — особи у віці 18—64 років, 10,5 % — особи у віці 65 років та старші. Медіана віку мешканця становила 40,9 року. На 100 осіб жіночої статі у місті припадало 101,7 чоловіків;  на 100 жінок у віці від 18 років та старших — 98,4 чоловіків також старших 18 років.
Середній дохід на одне домашнє господарство  становив 68 286 доларів США (медіана — 55 433), а середній дохід на одну сім'ю — 79 421 долар (медіана — 70 046). Медіана доходів становила 50 635 доларів для чоловіків та 41 729 доларів для жінок. За межею бідності перебувало 7,7 % осіб, у тому числі 7,8 % дітей у віці до 18 років та 8,0 % осіб у віці 65 років та старших.
Цивільне працевлаштоване населення становило 2497 осіб. Основні галузі зайнятості: освіта, охорона здоров'я та соціальна допомога — 24,4 %, виробництво — 16,3 %, роздрібна торгівля — 14,7 %.